# カビンダ
カビンダ州（カビンダしゅう、Cabinda）は、アンゴラの地方行政区分の一つ。コンゴ共和国とコンゴ民主共和国に囲まれた飛び地で、アフリカの南西海岸にある。面積は7290km2、州都はカビンダ。植民地時代にはアンゴラとは別の行政区域として、ポルトガル保護領コンゴとも呼ばれた歴史を持つ。

## 隣接行政区画
- クイル県
- ニアリ県
- コンゴ中央州

## ムニシピオ
カビンダ州は4つのムニシピオに区分される。
- Belize
- Buco-Zau
- カビンダ
- カコンゴ（英語版）

## 経済
沖合は世界的にも重要な石油生産地域であり、アンゴラ内戦時、カビンダは内戦の被害に巻き込まれずに済んだ。カビンダのほかの経済は、熱帯林地帯で年約8万トンの木材を輸出。コーヒー、ココアを産出し、燐鉱石を産出。アブラヤシも栽培されている。

## 分離独立運動
この地域の宗主国ポルトガルの植民地支配が弱まった1960年代中頃より、カビンダでは反政府ゲリラ組織のカビンダ解放戦線(FLEC)＝カビンダ軍(FAC）が存在しカビンダ共和国として分離独立を宣言しており、外国人の誘拐や、ゲリラ活動等を繰り返している。2003年5月以降、同組織幹部が相次いで政府軍に投降しており、組織として弱体化していたが、未だに政府側との平和的な話し合いには応じず、小規模ながらゲリラ活動を続けている。

カビンダの分離独立を目指すカビンダ解放戦線（FLEC）の旗およびカビンダ共和国の暫定旗

2010年1月9日にはサッカートーゴ代表が同組織に襲撃され、3人が死亡するという事件も発生している。

## 文学作品
カビンダを舞台とした作品に、ペペテラの小説『マヨンベ』がある。